# 이범진 (바둑 기사)
이범진(李範鎭, 1992년 1월 19일 ~ )은 대한민국의 바둑 기사이다.

## 약력
양천대일도장 출신으로 옥득진 사범에게 바둑을 배웠다. 80회 한바연 최강부에서 우승했고, 2011년 제16회 삼성화재배 월드바둑마스터스 통합예선에서 1승 1패를 기록했다. 이후 제13회 일반입단대회를 통해 입단했다. 2012년 한국바둑리그에 정관장 팀, 2013년 한국바둑리그에 SK에너지 팀으로 출전했다. 2013년 olleh배 바둑오픈 챔피언십 예선을 통해 2단으로 승단했다. 2017년 제36회 KBS 바둑왕전 본선 48강에 진출했다.